# Кафе «Донс Плам»
«Кафе „Донс Плам“» (англ. Don's Plum) — незалежний чорно-білий драматичний фільм 2001 року, знятий режисером Р. Д. Роббом з Леонардо Ді Капріо, Тобі Магвайром і Кевіном Конноллі в головних ролях. Фільм знятий у 1995—1996 роках, сценарій написав сам Робб разом із Бетані Ештон Волф, Таудом Бекманом, Девідом Статманом і Дейлом Вітлі. Дія фільму розгортається протягом однієї ночі, коли група молодих людей в кафе обговорює життя.
Премієра фільму відбулася 10 лютого 2001 року. Вихід фільму в США і Канаді був заблокований, оскільки Ді Капріо і Магвайр стверджують, що домовилися знятися лише в короткометражному, але не в повнометражному фільмі.
Саундтрек до фільму створив Блейк Сеннет з «Rilo Kiley». Його колега по групі Дженні Льюїс грає роль Сари.
Це другий спільний фільм Магвайра та ДіКапріо, перший — «Життя цього хлопця. Правдива історія», випущений у 1993 році, третій — «Великий Гетсбі» — у 2013 році.

## Синопсис
Фільм зосереджений на групі молодих друзів, які щосуботи збираються в ресторані «Don's Plum», щоб провести час разом. Їхні вечірки часто супроводжуються підшукуванням нових знайомств та невеликими скандалами. У центрі уваги опиняються різні інтриги, романтичні стосунки та внутрішні конфлікти, що розвиваються серед цієї молодіжної групи. Змішуючи елементи комедії, драми та романтики, фільм розкриває життя і проблеми молодих людей у великому місті, привертаючи увагу до їхніх внутрішніх стосунків.

## Акторський склад
- Скотт Блум — Бред
- Кевін Конноллі — Джеремі
- Тобі Магвайр — Ієн
- Леонардо Ді Капріо — Дерек
- Дженні Льюїс — Сара
- Мідоу Сісто — Джульєтта
- Марісса Рібізі — Трейсі
- Ембер Бенсон — Емі
- Джеремі Сісто — Бернард
- Гізер Маккомб — Констанс
- Ніккі Кокс — Карен
- Ітан Саплі — Великий волоцюга

## Виробництво
Значна частина фільму імпровізована. За зйомки у фільмі Ді Капріо та Магвайр отримували 575 доларів на день.

## Проблеми з випуском
Ді Капріо і Магвайр були проти виходу фільму. Вони стверджували, що фільм був запропонований їм як короткометражний, але пізніше був перемонтований у повнометражний. Продюсер Девід Статман сказав, що Магвайр виступає проти випуску фільму через те, що його імпровізована гра занадто багато розкриває про нього.
У 1998 році Статман подав позов проти Ді Капріо і Магвайра. Вони дозволили випустити фільм за межами США та Канади, а також видалили деякі сцени.

### Безплатна трансляція
У 2014 році Дейл Вітлі опублікував відкритий лист до Ді Капріо на вебсайті freedonsplum.com, виклавши своє бачення історії фільму та пов'язаних із цим юридичних питань. Вітлі також завантажив фільм на вебсайт, щоб його можна було транслювати безплатно. Його було видалено в січні 2016 року після повідомлення третьої сторони Ді Капріо та Магвайра про порушення. Вітлі зробив заяву Fox News: «Мене глибоко засмучує те, що у 2016 році ми стали свідками безглуздого пригнічення кіно та мистецтва одним із найулюбленіших акторів Америки». «У той час, як світ святкує — і, звичайно, американці святкують — його великі досягнення в кіно, він вирішив застосувати залізний кулак, щоб придушити роботу багатьох інших артистів, включаючи його у фільмі, знятому 20 років тому».

## Сприйняття
Прем'єра відбулася 10 лютого 2001 року в Берліні. Нью-йоркський дописувач «Time Out» Майк Д'Анджело назвав його «найкращим фільмом [який бачив] у Берліні». Едді Кокрелл з «Variety» написав про «неприємний і нудний акторський склад».
Глядачі на вебсайті агрегатора рецензій Rotten Tomatoes поставили фільму 62 % позитивних оцінок, оцінивши його у 3,5 бали із п'яти.

## Навколо фільму
Серед розмов головних героїв багато місця займає тема мастурбації. Англійське слово «слива», винесене в назву фільму (англ. plum), — сленгове позначення голівки збудженого статевого члена.